# Europejskie Igrzyska Halowe w Lekkoatletyce 1967 – bieg na 50 m mężczyzn
Bieg na 50 metrów mężczyzn – jedna z konkurencji biegowych rozgrywanych podczas lekkoatletycznych europejskich igrzysk halowych w hali Sportovní hala w Pradze. Eliminacje i półfinały zostały rozegrane 11 marca, a bieg finałowy 12 marca 1967. Zwyciężył reprezentant Włoch Pasquale Giannattasio. Tytułu z poprzednich igrzysk nie bronił Brytyjczyk Barrie Kelly.

## Rezultaty

### Eliminacje
Rozegrano 4 biegi eliminacyjne, do których przystąpiło 20 biegaczy. Awans do półfinału dawało zajęcie jednego z pierwszych trzech miejsc w swoim biegu (Q).
Opracowano na podstawie materiału źródłowego.
Bieg 1
| Miejsce | Zawodnik          | Czas | Uwagi |
| ------- | ----------------- | ---- | ----- |
| 1       | Gert Metz         | 5,8  | Q     |
| 2       | José Luis Sánchez | 5,8  | Q     |
| 3       | Petr Utěkal       | 5,8  | Q     |
| 4       | Günther Massing   | 5,8  |       |
| 5       | Jovan Mušković    | 5,8  |       |

Bieg 2
| Miejsce | Zawodnik              | Czas | Uwagi |
| ------- | --------------------- | ---- | ----- |
| 1       | Bob Frith             | 5,7  | Q     |
| 2       | Ladislav Kříž         | 5,7  | Q     |
| 3       | Marian Dudziak        | 5,7  | Q     |
| 4       | Konstantin Szipokliew | 5,8  |       |
| 5       | Karl-Peter Schmidtke  | 5,8  |       |

Bieg 3
| Miejsce | Zawodnik            | Czas | Uwagi |
| ------- | ------------------- | ---- | ----- |
| 1       | Aleksandr Lebiediew | 5,6  | Q     |
| 2       | Ennio Preatoni      | 5,7  | Q     |
| 3       | Hermann Burde       | 5,7  | Q     |
| 4       | Tadeusz Jaworski    | 5,7  |       |
| 5       | Gyula Rábai         | 5,8  |       |

Bieg 4
| Miejsce | Zawodnik              | Czas | Uwagi |
| ------- | --------------------- | ---- | ----- |
| 1       | Wiktor Kasatkin       | 5,7  | Q     |
| 2       | Pasquale Giannattasio | 5,8  | Q     |
| 3       | Günter Gollos         | 5,8  | Q     |
| 4       | Søren Viggo Pedersen  | 5,9  |       |
| 5       | Sonar Coşan           | 6,0  |       |

### Półfinały
Rozegrano 2 biegi półfinałowe, w których wystartowało 12 biegaczy. Awans do finału dawało zajęcie jednego z trzech pierwszych miejsc w swoim biegu (Q).
Opracowano na podstawie materiału źródłowego.
Bieg 1
| Miejsce | Zawodnik            | Czas | Uwagi |
| ------- | ------------------- | ---- | ----- |
| 1       | Günter Gollos       | 5,6  | Q     |
| 2       | Aleksandr Lebiediew | 5,7  | Q     |
| 3       | José Luis Sánchez   | 5,7  | Q     |
| 4       | Ladislav Kříž       | 5,7  |       |
| 5       | Ennio Preatoni      | 5,8  |       |
| 6       | Gert Metz           | 5,8  |       |

Bieg 2
| Miejsce | Zawodnik              | Czas | Uwagi |
| ------- | --------------------- | ---- | ----- |
| 1       | Pasquale Giannattasio | 5,8  | Q     |
| 2       | Wiktor Kasatkin       | 5,8  | Q     |
| 3       | Marian Dudziak        | 5,8  | Q     |
| 4       | Bob Frith             | 5,9  |       |
| 5       | Petr Utěkal           | 5,9  |       |
| 6       | Hermann Burde         | 5,9  |       |

### Finał
Opracowano na podstawie materiału źródłowego.
| Miejsce | Zawodnik              | Czas |
| ------- | --------------------- | ---- |
| 1       | Pasquale Giannattasio | 5,7  |
| 2       | Aleksandr Lebiediew   | 5,8  |
| 3       | Wiktor Kasatkin       | 5,9  |
| 4       | Günter Gollos         | 6,0  |
| 5       | Marian Dudziak        | 6,0  |
| –       | José Luis Sánchez     | DNS  |